# Guardia costiera

Stemma della Guardia Costiera italiana

La guardia costiera è un corpo statale, presente in molte nazioni, che si occupa della sicurezza marittima e lacustre. Esso svolge compiti relativi agli usi civili del mare e tra le sue competenze vi sono la salvaguardia della vita umana in mare, della sicurezza della navigazione e del trasporto marittimo, oltreché la tutela dell'ambiente marino, dei suoi ecosistemi e l'attività di vigilanza dell'intera filiera della pesca marittima, dalla tutela delle risorse a quella del consumatore finale. A quest'ultime si aggiungono le ispezioni sul naviglio nazionale mercantile, da pesca e da diporto, condotte anche sulle navi mercantili estere che scalano i porti nazionali.

## Attività e competenze

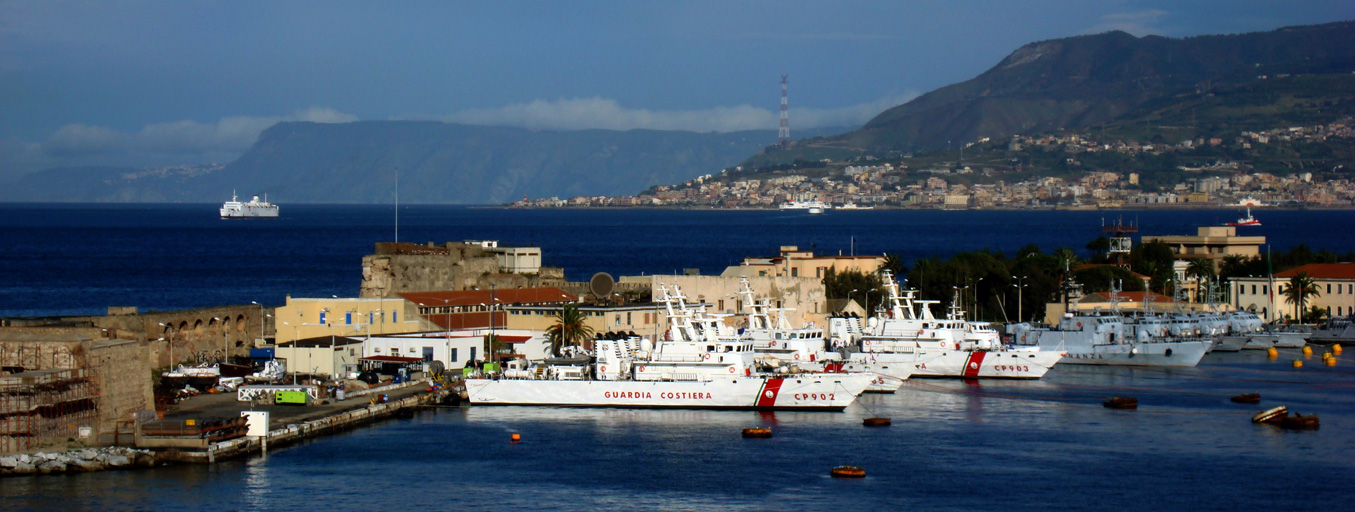
Pattugliatori d'altura della Guardia Costiera italiana (Porto di Messina)

Fra le responsabilità che possono essere affidate ad un servizio di guardacoste, vi è la sorveglianza del rispetto delle norme che regolamentano la navigazione, il controllo delle frontiere marittime, la vigilanza nelle acque territoriali oppure altri servizi di controllo. 
In alcuni paesi la guardia costiera è parte delle forze armate, in altri invece è una organizzazione civile o privata. Inoltre, in certi stati, i compiti di salvataggio in mare vengono suddivisi in più organizzazioni, tra cui corpi volontari civili. In questi casi i mezzi navali possono essere forniti da volontari, come ad esempio i Royal National Lifeboat Institution, oppure i velivoli possono provenire dalle forze armate e infine anche la guardia costiera contribuisce con i propri mezzi a disposizione. 
In tempo di guerra, le guardie costiere potevano venire incaricate di controllare la difesa dei porti, del controspionaggio navale e di perlustrazioni litoranee.

## Nel mondo

### Argentina
La Prefectura Naval Argentina è l'organismo responsabile della sicurezza di tutte le vie navigabili interne e del Mar Argentino. Le sue competenze sono la salvaguardia della vita umana ed il coordinamento di ricerca e salvataggio (SAR) in mare nonché la gestione amministrativa, la sicurezza della navigazione, la difesa delle acque territoriali e della zona economica esclusiva.
Dipende dal Ministerio de Seguridad insieme alla Gendarmería Nacional, in caso di guerra o conflitto armato internazionale, è inclusa del Sistema di Difesa Nazionale.

### Croazia
Ci sono la Obalna straža Republike Hrvatske, e la Lučke kapetanije, che espleta servizio di autorità portuale.

### Irlanda
La guardia costiera ha un ruolo di polizia limitato ed è principalmente l'ente di coordinamento per il SAR - Search and Rescue (ricerca e salvataggio, in italiano), ma i ruoli di polizia come membri effettivi delle forze dell'ordine, sono in crescita in tutto il mondo, di pari passo con l'aumento di richiesta di sicurezza marittima. 

### Italia
In Italia le funzioni di guardia costiera sono affidate al Corpo delle capitanerie di porto - Guardia costiera, tra le cui competenze rientrano attività relative al SAR, alla sicurezza in mare ed alla tutela ambientale della fascia costiera.

### Panama
Il Servicio Nacional Aeronaval è l'organismo cui compete la salvaguardia della vita umana ed il coordinamento di ricerca e salvataggio (SAR) in mare nonché la gestione amministrativa, la sicurezza della navigazione, la lotta al narcotraffico, la difesa delle acque territoriali e della zona economica esclusiva panamense.

### Russia
La Guardia costiera russa (russo Береговая охрана, traslitterato: Beregovaja ochrana) è la componente navale della Guardia di frontiera dell'FSB russa.

### Stati Uniti d'America
Negli Stati Uniti, la United States Coast Guard è uno dei 6 corpi militari, ma a differenza degli altri non dipende dallo United States Department of Defense, essendo gestita fra gli enti di sicurezza interna. La maggior parte dei corpi di guardia costiera opera utilizzando navi e velivoli, tra cui elicotteri e idrovolanti.